# 가쓰조촌
가쓰조촌(葛上村)은 나라현 미나미카쓰라기군에 속해있던 촌이다. 현재의 고세시 서남부에 해당한다.

## 역사
- 1956년 9월 30일 - 가쓰라기촌, 한다고촌을 합병해 가쓰조촌이 성립하였다.
- 1958년 3월 1일 - 고세정, 다이쇼촌, 구즈촌과 합병해, 고세시가 성립하여, 동일 가쓰조촌은 소멸하였다.

## 교통

### 철도
- 일본국유철도
  - 와카야마선

### 도로
- 1급국도 24호선 (현: 국도 제24호선)